# Lastenverlichting
Lastenverlichting heeft betrekking op het verlagen van lasten op burgers. Het gaat hierbij meestal om belastingverlaging.
Over het algemeen wordt lastenverlichting als een rechts issue gezien, dus iets voor de bovenmodale inkomens. De belofte om lasten te verlichten wordt vaak toegepast als verkiezingsbelofte.
Door belastingverlaging voor te stellen hoopt men meer kiezers te krijgen. In de neoliberale ideologie is belastingverlichting een van de meest beproefde methodieken om economische groei te bewerkstelligen. Nadeel van lastenverlichting is dat de overheid minder geld binnenkrijgt en er dus minder geld is voor de zorg, sociale zekerheid, rechtsstaat, politie, subsidies, enz.
Lastenverlichting - ook wel aangeduid als lastenverlaging - is geen politiek neutraal idioom, de impliciete redenering gaat uit van het belang van privaat ondernemerschap. Vanuit het perspectief van iemand die de collectieve zaak ter harte gaat betreft het geen last maar eerder een sociale bijdrage.